# Сагриш
Са́гриш (порт. Sagres) — населённый пункт и район в Португалии, входит в округ Фару. Является составной частью муниципалитета Вила-ду-Бишпу. По старому административному делению входил в провинцию Алгарве (регион). Входит в экономико-статистический субрегион Алгарве, который входит в Алгарве. Население составляет 1939 человек на 2001 год. Занимает площадь 34,28 км².
В районе этого города (точнее, в точке с координатами 37°02′ с. ш. 8°55′ з. д.) находится отправной пункт самого длинного прямого (то есть по дуге большого круга земного шара) сухопутного пути, его протяжённость 11241 км и оканчивается он в районе города Цзиньцзян, КНР (24°33′ с. ш. 118°38′ в. д.).
Покровителем района считается Дева Мария (порт. Nossa Senhora da Graça).

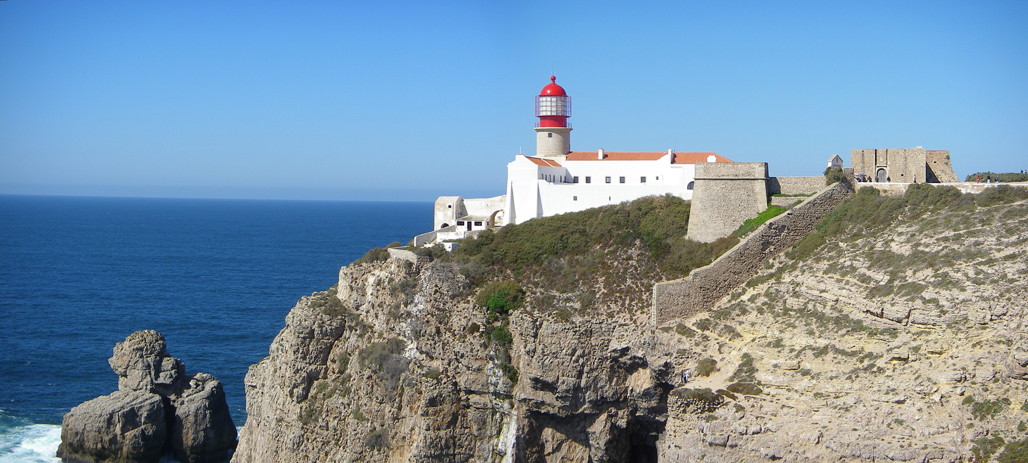
Маяк мыса Сан-Висенте

## История
Район основан в 1519 году.

## Достопримечательности
Город известен знаменитой навигационной школой, которую основал принц Генрих Мореплаватель в XV веке.
Также представляют интерес:
- Крепость Сагриш (Fortaleza de Sagres)
- Крепость мыса Сан-Висенте (Fortaleza do Cabo de São Vicente)
- Крепость Белише (Fortaleza de Belixe)
- Форт Балеейра (Forte da Baleeira)

Рядом находятся:
- Мыс Сан-Висенти — символ географических открытий Португалии XV века.
- Природный заповедник Кошта-де-Висентина.